# Peigne de Dirac

La distribution peigne de Dirac est une série infinie de distributions de Dirac espacées de T.

En mathématiques, la distribution peigne de Dirac, ou distribution cha (d'après la lettre cyrillique Ш), est une somme de distributions de Dirac espacées de T :
{\displaystyle \mathrm {III} _{T}(t)\ {\stackrel {\mathrm {def} }{=}}\ \sum _{k=-\infty }^{\infty }\delta _{kT}(t)=\sum _{k=-\infty }^{\infty }\delta (t-kT).}
Cette distribution périodique est particulièrement utile dans les problèmes d'échantillonnage, remplacement d'une fonction continue par une suite de valeurs de la fonction séparées par un pas de temps T (voir Théorème d'échantillonnage de Nyquist-Shannon).

## Séries de Fourier
Cette distribution est T-périodique et tempérée, comme dérivée d'une fonction constante par morceaux ; on peut donc la développer en série de Fourier :
{\displaystyle {\mathrm {III} _{T}}(t)={\frac {1}{T}}\sum _{n=-\infty }^{\infty }{\rm {e}}^{{\rm {i}}2\pi nt/T}}.
Il faut cependant comprendre cette série comme convergente au sens des distributions ; en effet, le terme général ne converge pas vers 0.

## Propriété fondamentale du peigne de Dirac
La propriété fondamentale de la distribution de Dirac
{\displaystyle \int _{-\infty }^{+\infty }x(t)\,\delta _{t_{0}}(t)\,{\rm {dt}}=x(t_{0})}
conduit à la propriété fondamentale du peigne : la convolution d'une fonction intégrable avec le peigne donne une sommation périodique :
{\displaystyle \int _{-\infty }^{+\infty }x(t)\,\mathrm {III} _{T}(t)\,{\rm {dt}}=\sum _{k=-\infty }^{+\infty }x(kT).}
Le calcul approché d'une intégrale par la méthode des rectangles est équivalent au calcul de l'intégrale de la fonction multipliée par un peigne de Dirac.
Il faut préciser que la formule ci-dessus n'est pas correcte en termes de dimensions dans les problèmes d'échantillonnage où la variable t est généralement le temps. Pour cette raison, le peigne défini ci-dessus est alors multiplié par la largeur τ de l'impulsion d'échantillonnage.
Le signal {\displaystyle f_{\tau }(t)} délivré en sortie de l'échantillonneur est une suite d'impulsions d'amplitude f(nT) et de largeur τ (avec {\displaystyle \tau \ll T}).
{\displaystyle f_{\tau }(t)} peut alors s'écrire :
{\displaystyle f_{\tau }(t)=\sum _{n=-\infty }^{\infty }\tau \,f(nT)\,\delta (t-nT)}
L'échantillonneur de période T ainsi réalisé répond, au facteur τ près, à la définition de l'opérateur mathématique qui, à toute fonction f(t), fait correspondre une fonction f*(t) définie par :
{\displaystyle f^{*}(t)=\sum _{n=-\infty }^{\infty }f(nT)\,\delta (t-nT),}
expression dans laquelle {\displaystyle \delta (t-nT)} désigne une impulsion de Dirac apparaissant à l'instant nT.
Ainsi, le signal généré en sortie de l'échantillonneur est : {\displaystyle f_{\tau }(t)=\tau \,f^{*}(t).}

## Transformée de Fourier
Par l'utilisation de la formule sommatoire de Poisson, on peut montrer que la transformée de Fourier du peigne de Dirac en temps est également un peigne de Dirac, en fréquence :
{\displaystyle {\widehat {\mathrm {III} _{T}}}(f)={\frac {1}{T}}\sum _{k=-\infty }^{\infty }\delta _{k/T}(f)={\frac {1}{T}}\,\mathrm {III} _{1/T}(f).}